# Immanuelskirken (Kolding)
 For alternative betydninger, se Immanuelskirken. (Se også artikler, som begynder med Immanuelskirken)
Immanuelskirken er en kirke i Kristkirkens Sogn, som ligger i et villakvarter 1 km syd for Koldings centrum. Kirken består af et kor, skib og et kirketårn, og er tegnet af arkitekt Ernst Pedersen.

## Historie
Nogle år før Første Verdenskrig opstod der blandt beboerne på Sdr. Vang (som indtil 1930 beliggende syd for Kolding bygrænse). et ønske om, at de kunne få deres egen kirke. En lille menighed blev dannet, og der afholdtes gudstjenester i dagligstuen i Math. Liins villa “Havebo” på Sdr. Landevej (nu Haderslevvej).
I 1928 var der 35.000 kr til rådighed for byggeri af en kirke.
Den 27. november 1930 gav Kirkeministeriet tilladelse til kirkebyggeriet efter forinden at have oprettet et embede som kaldskappelan i Kristkirkens Sogn, som den nye kirke kom til at tilhøre. Kirken fik navnet Immanuelskirken - Immanuel betyder “Gud med os”.
Kirkens tvillingetårne, er inspireret af Fjenneslev Kirke og Tveje Merløse Kirke på Sjælland.

## Galleri
- Kirkens tvillingetårne
- Kirkerummet
- Alteret
- Døbefonten. Kirkens ældste inventar stykke fra 1656